# 豐德麗控股
豐德麗控股有限公司（英語：ESUN HOLDINGS LIMITED，港交所：0571），在1972年11月28日建立，並在1973年1月16日於香港交易所主板上市，當時在香港經營地產行業，前身為捷達統一發展有限公司。
最後在1987年，當時由麗新製衣國際有限公司進行全面收購，同時轉向酒店業務，5月27日，更名為景耀國際有限公司，再在1996年10月1日在百慕達註冊組成控股公司，名為麗新酒店國際有限公司（豐德麗控股有限公司前身）。
在2000年7月10日，由麗新酒店國際有限公司更名而來，是香港一家綜合媒體及娛樂公司，從事發行電影、唱片。曾持有澳門星麗門40%的股權。2018年5月麗新發展提私有化豐德麗，惟計劃失敗。

## 歷史
美國對冲基金Passport Capital自2007年起開始購入豐德麗股份，最高佔有豐德麗28.31%的股權（後灘薄至27.4%），僅次於麗新發展。
2008年，Passport Capital申請禁制豐德麗配股，指出豐德麗持有現金達17億港元，而配股僅會籌得5800萬元，卻因攤薄承受6500萬元損失，認為配股存在不恰當目的。

2010年5月，Passport Capital全數出售持有的豐德麗股份。同年7月，麗新系進行重組，豐德麗以麗新發展的36.72%股權加1.784億元向麗新製衣換取其持有的麗豐控股40.58%股權。交易完成後，麗新發展及豐德麗長達7年的互控關係結束。
2013年7月5日，豐德麗向角川洲立的兩大股東角川集團亞洲及Lai's Holdings（LHL）收購70%及15%股權，代價分別為1.75億及3,750萬元，合計總收購價2.125億元，全以現金支付。交易完成後，LHL仍持有角川洲立15%權益。

## 旗下業務

### 媒體及娛樂
- 寰亞傳媒集團

### 電影院營運
- 寰亞洲立集團

### 廣告代理
- Vision Communication

### 化妝品銷售
- 廣州麗信化妝品